# Terjesztőtől való függés
A közgazdaságtanban a terjesztőtől való függés arra utal, hogy a felhasználó függ egy gyártó vagy terjesztő termékeitől vagy szolgáltatásoktól, és csak nagyobb költségek árán tud váltani. A monopóliummal szembeni bizalom elvesztését okozhatják azok a költségek, amelyek akadályt hoznak létre egy új termékkel szemben.

## Példák

### Microsoft
2004 március 24-én az Európai Bizottság döntést hozott a Microsoft üzleti gyakorlatáról, idézve Aaron Contorer, a Microsoft C++ fejlesztésének igazgatójának üzenetét Bill Gatesnek 1997-ből, ami szerint a Windows C++ API mentette meg a Windowst: A Windows C++ API olyan széleskörű és olyan mélységű, hogy a fejlesztők szeretik ezt használni. Ezzel azonban annyira beágyazzák magukba a Windows alkalmazásait, hogy nem tudnak jelentős költségek nélkül áttérni egy másik operációs rendszerre. Emiatt a vásárlók inkább együtt élnek a Windows hibáival, mint a bugos meghajtóprogramokkal, a magas TCO-val, a néha csúnyácska kinézettel és másokkal. A Windows API nélkül a Windows halott lenne. A belső API-ra fókuszáló alkalmazásfejlesztés üzemanyagként hajtja meg a Windows franchise-ot.
A terjesztőtől való függést erősítették és erősítik a dokumentálatlan saját fájlformátumok. Ilyeneket használt a  Microsoft Outlook, a Microsoft Word és más hasonló programok. A Microsoft Word azóta egy új formátumot vezetett be, ez az MS-OOXML. A Word, Excel és PowerPoint által létrehozott fájlformátumok leírását 2008 februárjában hozták nyilvánosságra, ami megkönnyíti, hogy mások is kezelhessenek ilyen fájlokat, csökkentve a függést.

### Apple
2009 márciusa előtt az iTunes Store zenefájljai digitális jogkezeléssel voltak ellátva. Formátumuk a saját AAC típus volt, amit az Apple FairPlay DRM használt. Csak az Apple iTunes médialejátszója (Windows és Macintosh), iPod hordozható lejátszója, az iPhone okostelefonok, iPad tabletek, Motorola ROKR E1 és SLVR mobiltelefonok tudták lejátszani. Emiatt ezt a zenét konvertálni kellett DRM-mentes formátumokra, mint MP3 vagy WAV, ha ezen a környezete kívül akarták meghallgatni.
2005 januárjában Thomas Slattery, az iPod egyik felhasználója beperelte az Apple-t emiatt a gyakorlata miatt. Azt írta, hogy: „Az Apple a nyílt és interaktív szabványt úgy alakította át, hogy megakadályozza a fogyasztókat abban, hogy azt a hordozható merevlemezes digitális zenelejátszót használják, amelyiket szeretnék.” 
Akkoriban az Apple birtokolta a digitális zene piacának 80%-át és az új zenelejátszók piacának 90%-át, így ő azt állította, hogy ezzel az Apple párhuzamosan tartja fenn domináns helyzetét mindkét piacon, mivel a felhasználók kénytelenek az egymást feltételező termékeket egymás mellé megvenni. 2005 szeptemberében  James Ware bíró az Apple-t bírság fizetésére kötelezte a Sherman Antitrust Act megsértéséért.
2006 január 7-én a Norvég Fogyasztói Tanács megállapította, hogy a iTunes Music Store sérti a norvég jogot. A szerződés feltételei nem voltak érthetők laikusok számára, és kiegyensúlyozatlanok a fogyasztók hátrányára. Korábbi levelében  Bjørn Erik Thon, a fogyasztói jogok ombudsmanja panaszkodott arra, hogy az iTunes DRM-je az Apple zenelejátszóihoz kötötte a fogyasztókat. Ez sértette a fogyasztói jogokat, ami szerinte nem védhető a norvég copyright törvénnyel.
2007 május 29-én az Apple egy új formátumot jelentetett meg, az iTunes Plust. Ez DRM-mentes és AAC kódolást használ 256 kilobit/másodperc sebességgel, ami kétszerese a szolgáltatás által korábban terjesztett bitrátának. Az iTunes beállítható a korábbi és az új szabványra is. Lejátszhatók minden lejátszóval, ami ismeri az AAC formátumot, így nem kötődnek kizárólag az Apple készülékeihez. A formátum MP3-ra konvertálható, ha szükséges.
2009 január 6-án a négy nagy zenestúdió (Warner Bros., Sony BMG, Universal, és EMI) aláírt egy megállapodást, hogy a már megvásárolt zenékről kérésre extra költség nélkül eltávolítják a DRM-et. Ezt az Apple nem írta alá, és díjat szed a DRM kiszedéséért.

### Google
Habár korábban a Google arról biztosította a fogyasztókat, hogy az együttműködés híve, lépéseket tett arra, hogy a nyílt szabványú Google Talk protokollt saját Google Hangouts protokolljával helyettesítse.  A Google's Data Liberation Front Twitter fiókja 2013 óta inaktív, és hivatalos weboldala a www.dataliberation.org most a Google FAQ-ra irányít át. Emiatt a projekt lezártnak látszik.

### Egyéb példák
Sok nyomtatógyártó állítja, hogy ha más gyártó tintapatronját használják, akkor a garancia elvész. A Lexmark ennél tovább megy, azonosítási rendszert használ, ami megakadályozza, hogy más gyártó tintáját használják hozzá.
A glükózmérő csíkokat speciálisan egy-egy készüléktípushoz készítik, lehetetlen egy másik típussal használni őket. Például az Accu-chek csíkok csak Accu-chek készülékekhez jók. A szabványosításnak ez a hiánya különösen a fejlődő országokban probléma, ahol nehézkes hozzájutni a készülékhez és a csíkokhoz is.
A K-Cup egyszer használatos kávécsészék rendszerét a Keurig védi. Senki sem készíthetett a Keurig kávéfőzőhöz való poharakat az ő licencük nélkül. A továbbfejlesztéseket még mindig szabvány védi, a hagyományos csésze szabadalma már lejárt. Más kávéfőzőknek hasonlóan saját rendszerük van.
A különböző filmfelvevők és fényképezőgépek objektívjei majdnem mindig inkompatibilisek. Ha a fényképésznek már van egy objektívkészlete, akkor nem fog egy másik gyártótól fényképezőgépet venni.
Nvidia 2017-ben csak a saját Nvidia G-Sync rendszerét támogatja szemben a Video Electronics Standards Association (VESA) szabvány szerinti Adaptive Sync technológiával (FreeSync). Emiatt csak az első lépés hozható meg szabadon, utána a váltás már sokba kerül, mivel mindenki csak egy szabványt támogat.

## Változatai
| Monopol | Kollektív | Kifejezés                  |
| ------- | --------- | -------------------------- |
| Nem     | Nem       | N/A                        |
| Nem     | Igen      | Technológiától való függés |
| Igen    | Nem       | Terjesztőtől való függés   |
| Igen    | Igen      | Terjesztőtől való függés   |

### Monopol
Egyetlen gyártó vagy terjesztő tartja ellenőrzés alatt a piacot a termék vagy szolgáltatás számára. Megkülönböztethető a gyártótól és a terjesztőtől való függés.
Potenciálisan nehéz leküzdeni ezt a típust, ha a monopólium olyan korlátokat támaszt, amiket nem triviális kikerülni, mint titkosítás, titoktartás, szabadalmak vagy más technológiai eszközök.

### Kollektív
A fogyasztók kollektívan függnek a terjesztőtől. A helyzetet az tartja fenn, hogy mindenki ugyanannak a gyártónak a termékeit használja. Aki másként dönt, annak meg kell fizetnie a másként való működés árát. Differenciálegyenletekkel leírva ezek rendszertulajdonságok a részvénypiacon. Parciális differenciálegyenletekkel is modellezhető, például hőterjedési egyenlettel.
Ezt a típust racionálisan gondolkodó, másként (például kíváncsiságból, kulturális okokból) nem motivált egyének nem is próbálják meg megszüntetni, mivel nem is ismernek mást, sőt akár el is utasíthatják a másik terméket, mint szükségtelent. Ha az ellenállás költsége nagyobb, mint a csatlakozásé, akkor fogolydilemma alakul ki. A disztributív tulajdonság (ellenállni a lokális optimumnak) és a pozitív visszajelzések hiánya nem egyedüli hálózati hatás. Az egyének bistabilitása a váltás költségéhez hasonlóan szintén hálózati hatást eredményez, ami elosztja a bistabilitást a teljes hálózatra. Összehasonlíthatjuk a Windows és a Linux helyzetét, továbbá az angol és az eszperantó nyelv kapcsolatát.

### Technológiai függés
Ahogy azt az  The Independent definiálta, ez egy nem monopol és kollektív függés:
A technológiai függés annak a fogalma, hogy minél jobban elfogad egy közösség egy technológiát, annál kevésbé képes a váltásra.
Példák:
- A QWERTY billentyűzet általánossá válása technológiai függés eredménye.[20]
- A szénfüggőség elmélete szerint a társadalom nagy mértékben függ a szén alapú technológiáktól, és ez akadályozza az új technológiák, mint a megújuló energiaforrások elterjedését.
- A veszteséges fájlformátumok (például JPG) közötti konverzió minőségromlást eredményez; ez a váltás költsége.[21] Így, ha már elég sok adat van ebben a formátumban, akkor még sokáig fenn kell tartani a vele való kompatibilitást.

### Egyéni, technológiától való függés
Szigorúan véve a technológiától való függés kollektív természetű. Azonban ahogy a táblázat mutatja, létezik egyéni változata is. Nincs szó monopol helyzetről és kollektivitásról, éppen ezért ez a függés leggyengébb fajtája. Néhány példa:
- Az egyén megszokta a QWERTY billentyűzetet, ezért hajlik arra, hogy továbbra is ilyen billentyűzeteket vásároljon, illetve ilyen kiosztást állítson be magának.
- Akinek kocsija van, az inkább használja a kocsiját, mint például tömegközlekedést. A kocsi fenntartásához képest a használat költsége elhanyagolható.
- A CD gyűjtemény MP3-ban való eltárolása után a felhasználó olyan hangrendszert keres, ami támogatja ezt a típust, továbbá ezután is inkább ilyen formátumú zenéket gyűjt.
- Ha egy felhasználó multimédia berendezése  HDMI-hez kötődik, akkor  HDMI kompatibilitást fog keresni minden más multimédiás eszközben. Ez az előző példáknál is gyengébb, hiszen ezen adapterekkel lehet segíteni.

### Kollektív, terjesztőtől való függés
A függésnek ez a típusa a legerősebb. Ennek a legnehezebb ellenállni, és ettől a legnehezebb megszabadulni. Nem elég, hogy egy monopólium igyekszik függésben tartani a felhasználókat, de erre még a társadalom is rásegít. Az ellenállás nemcsak, hogy időbe, pénzbe kerülne, de elszigetelődést is okozhat. Erre egy példa egy kommunikációs rendszer, ami megköveteli, hogy mindkét kommunikációs partner ugyanazt a rendszert használja. Ide tartozhat egy népszerű közvetítőnyelv lecserélésének problémája is. A Facebookról azt mondják, hogy hatékony technológiai függést hozott létre, amit a közössége öngerjesztő módon támogat. Azonban ez speciálisan a Facebookra igaz, nem a szociális médiára általában, így nem biztos, hogy monopolisztikusnak kellene tekinteni.
Egy blogger így írt erről:
Ha többet nem használnám a Skype-ot, akkor sok emberrel elveszteném a kapcsolatot, mert nem tudom őket rávenni arra, hogy ők is váltsanak.
További példák a saját fájltípusok, amelyek elterjedtek az Interneten. Ilyen volt a GIF, és ilyen az  Adobe Flash és a H.264. 
2001-ben az MP3 szabadalmi oltalom alatt állt (ma már nem), és elterjedt volt.  Richard Stallman az  Ogg Vorbis szabad licencének védelmében így írt:
Fennáll annak a veszélye, hogy az emberek MP3-at használnak, még akkor is, ha szabadalmi oltalom védi, mi pedig nem írhatunk szabad dekódert hozzá. Általában, ha valaki azért nem használ egy szabad programot, mert az neki nem tetszik, az az ő vesztesége, nem a miénk. De ha elveti az Ogg/Vorbis kódot a licenc miatt, és MP3-at használ, akkor a probléma visszaér hozzánk, hiszen ezzel tovább támogatja az MP3-at, ezzel segítve terjedését.

## Példák a függés lehetséges feloldására
Jellemző mód, hogy felhőszolgáltatók úgy érik el a függést, hogy a felhasználók nagy mennyiségű és változatos adatait kezelik, de ezen adatokhoz megnehezítik vagy lehetetlenné teszik a hozzáférést; ez nem csak a „tipikus” felhőszolgáltatásokra jellemző (Google szolgáltatások, Microsoft 365) hanem például online számlázóprogramokra vagy online térképes rendszerekre is.
2011 júniusában a Google Data Liberation Front (Adatfelszabadító Sereg) belső csapata nyilvánosságra hozta a Google Takeout szolgáltatást, melyen keresztül – fokozatos fejlesztések sorozata után – nagyon sok Google felhőben tárolt adat kinyerhető és letölthető nyílt formátumban, kezdetben a fotók és a szociális hálók (Google Buzz, Google Circles és Contatcs, illetve maga a Google profil), később számos szolgáltatás (Drive, Calendar, Gmail) összes tárolt adata is. 2018-ban a csapat bejelentette az együttműködést a nagyobb konkurrens szolgáltatókkal (Microsoft, Facebook, Twitter) az adatátmozgatás könnyítése érdekében.
A Microsoft 2000-ben kezdte el a saját belső, nem nyilvános és folyamatosan változó táblázatkezelő program-formátuma helyett kifejleszteni egy nyílt, szabványosított XML formátumot, aminek ECMA szabványosítása 2005-ben kezdődött el. Bár a kifejlesztett Office Open XML formátumot számos kritika érte mint a szabványosítási folyamat alatt (kezdve azzal, hogy a formátum kifejlesztése szükségtelen volt a már létező OpenDocument Format mellé), valamint a formátumot még a Microsoft saját programjai sem támogatják teljes körűen mégis ezzel megszűnt a termékeik által kimentett dokumentum- és táblázat-formájú állományok teljes kezelhetetlensége, és (nagy részben) átjárható vagy használható lett más termékekkel is.
Főként az Európai Unió függést megelőző vagy megakadályozó szabályozásainak köszönhetően számos ország beépítette jogrendszerébe azt, hogy a közfeladatokat ellátó állami informatikai rendszerek lehetőleg nyílt formátumú állományokkal dolgozzanak, illetve ilyeneket nyújtsanak ás várjanak el az állampolgároktól, megelőzve ezzel azt, hogy egy adott gyártó termékeinek használatára kényszerítsék az ügyintézőket. A webes ügyintézés (konkrét adatállománycsere nélkül) szintén segíti a gyártófüggetlen rendszerekből elérhetőséget, de függést okozhat, ha a kezelt adatokat nem lehet kinyerni (a felhőszolgáltatókhoz hasonlóan) nyílt formátumban.

## Fordítás
Ez a szócikk részben vagy egészben  a   Vendor lock-in című angol Wikipédia-szócikk fordításán alapul.  Az eredeti cikk szerkesztőit annak laptörténete sorolja fel. Ez a jelzés csupán a megfogalmazás eredetét és a szerzői jogokat jelzi, nem szolgál a cikkben szereplő információk forrásmegjelöléseként.